# Siegmund Seybold
Siegmund Gerhard Seybold (* 5. September 1939 in Stuttgart) ist ein deutscher Botaniker, Florist und Museumsbiologe. Sein offizielles botanisches Autorenkürzel lautet „Seybold“.

## Laufbahn
Seybold ist der Sohn des Mathematikprofessors Jakob Seybold (1904–1982) und seiner Frau Margarete Seybold geb. Hofmann (1903–1987). Er wuchs zusammen mir drei Brüdern, darunter der spätere Theologe Klaus Dieter Seybold, in Stuttgart-Botnang auf. Er besuchte die Grundschule in Botnang und später das Dillmann-Realgymnasium in Stuttgart. Siegmund Seybold studierte Mathematik und Biologie an der Universität Stuttgart und auch 2 Semester in Tübingen. Die Zulassungsarbeit für das Lehramt bei  Walter Knödel hatte den Titel: Über das Waringsche Problem in algebraischen Zahlkörpern. Seine Promotionsarbeit aus der Pflanzenphysiologie bei Kurt Jeremias in Stuttgart trug den Titel Zum physiologischen Verhalten von Zuckeralkoholen in vegetativen Organen höherer Pflanzen, er schloss sie 1968 ab.
In seiner beruflichen Laufbahn war er ab 1967 am Staatlichen Museum für Naturkunde Stuttgart angestellt, wo er unter anderem für die Fachbereiche Pflanzensoziologie und Floristik zuständig war. Ab 1993 bis 2002 war Seybold als Hauptkonservator Leiter der Abteilung Botanik am Naturkundemuseum Stuttgart. Sein Forschungsinteresse galt insbesondere der Flora von Baden-Württemberg. Er war einer der Herausgeber des achtbändigen Werks Die Farn- und Blütenpflanzen Baden-Württembergs von Oskar Sebald, Siegmund Seybold, Georg Philippi u. a. (1990–1998). An der Universität Stuttgart hielt er die Pflanzenbestimmungsübungen ab und führte die kleinen Botanischen Exkursionen. Er führte auch alljährlich Exkursionen für den Botanischen Zirkel Stuttgart („Blümleszunft“) und für den Naturkundeverein Ludwigsburg.
Weiter hat er Arbeiten veröffentlicht, die thematisch über den süddeutschen Raum hinausgehen, zum Beispiel über Arten der Gattung Satureja in Äthiopien oder über persische Marrubium-Arten als Vorarbeit zur Flora Iranica.
Zudem arbeitete Seybold im Bereich der Nomenklatur bei Pflanzen, wo er mehrere Arbeiten zu wissenschaftlichen Artbezeichnungen bei Pflanzen herausbrachte. Er war auch Mitarbeiter beim Index Holmiensis, der Zusammenstellung aller Verbreitungskarten aller Höheren Pflanzen. Ein weiterer Arbeitsbereich ist die Geschichte der Botanik, insbesondere die Erforschung von Botaniker-Lebensdaten, die er unter anderem im Handwörterbuch der Pflanzennamen, deren Mitherausgeber Seybold ist, bearbeitet hat. Er publizierte auch mehrmals über Leonhart Fuchs. Zusammen mit Karlheinz Senghas war er auch Herausgeber mehrerer Auflagen von Otto Schmeil und Jost Fitschens Flora von Deutschland und angrenzender Gebiete. Nach dem Tod von Senghas 2004 war er zunächst alleiniger Herausgeber der 95. Auflage 2011 und 2016 Mitherausgeber der 96. Auflage.
Seybold trat 2002 in den Ruhestand und lebt in Ludwigsburg.
Neben seiner beruflichen Tätigkeit interessierte ihn die klassische Musik. Er spielte in seiner Freizeit Bratsche in verschiedenen Streichquartetten und sang in verschiedenen Chören unter anderem bei Helmuth Rilling.

## Persönliches
Er war verheiratet mit Edith Helene Pauline Rücker geb. Schierholz (Crailsheim 10.03.1930 – 11.1.2022 Ludwigsburg).

## Sammlungen
Seine botanischen Aufsammlungen befinden sich im Staatlichen Museum für Naturkunde Stuttgart (STU). Er sammelte hauptsächlich in Europa mehr als 17000 Herbarbelege.

## Ehrungen
1988 verlieh ihm die Universität Stuttgart den Titel eines Honorarprofessors. 2009 wurde er Ehrenmitglied der Gesellschaft für Naturkunde in Württemberg. 2021 folgte dann die Ehrenmitgliedschaft in der Botanischen Arbeitsgemeinschaft Südwestdeutschland e. V.
Nach ihm benannt ist die Seybold-Mehlbeere (Sorbus seyboldiana S.Hammel & Haynold).

## Werke
Siegmund Seybold war einer der Autoren der
- Flora von Stuttgart – Fundortverzeichnis der im mittleren Neckarland wildwachsenden höheren Pflanzen. – In: Jahreshefte des Vereins für Vaterländische Naturkunde in Württemberg, Band 123, S. 140–297, 1968.

Er wirkte und wirkt an zahlreichen botanischen Werken mit, so unter anderem
- seit 1988: Index Holmiensis, dem Verzeichnis aller Verbreitungskarten für Farn- und Blütenpflanzen
- seit 1972: Zander Handwörterbuch der Pflanzennamen. Verlag Eugen Ulmer, Stuttgart.
- 1993 bis 2016: Schmeil-Fitschen: Flora von Deutschland (Buch und CD-ROM-Version)[2]
- 1990 bis 1998: Die Farn- und Blütenpflanzen Baden-Württembergs. Verlag Eugen Ulmer, Stuttgart.
- Die wissenschaftlichen Namen der Pflanzen und was sie bedeuten. 2002, 2. Auflage 2005. Verlag Eugen Ulmer, Stuttgart.[6]
- Die Orchideen des Leonhart Fuchs. 1986. 136 Seiten. Arbeitskreis Heimische Orchideen Baden-Württemberg.
- Martin Engelhardt, Siegmund Seybold: Die Sammler von Farn- und Blütenpflanzen des Herbariums des Staatlichen Museums für Naturkunde in Stuttgart (STU). In: Jahreshefte der Gesellschaft für Naturkunde in Württemberg, Band 165/2, 1–162. Stuttgart 2009.

Ein Verzeichnis seiner Veröffentlichungen findet sich bei A.Wörz (2025).

## Dissertation
- Zum physiologischen Verhalten von Zuckeralkoholen in vegetativen Organen höherer Pflanzen. (Fotodruck: Mikroskopie GmbH, München), Stuttgart 1969,  (Dissertation Universität Stuttgart, Fakultät für Natur- und Geisteswissenschaften, 5. März 1968, 60 Seiten).